# الجمعية العالمية لأبحاث الموهبة والتميز

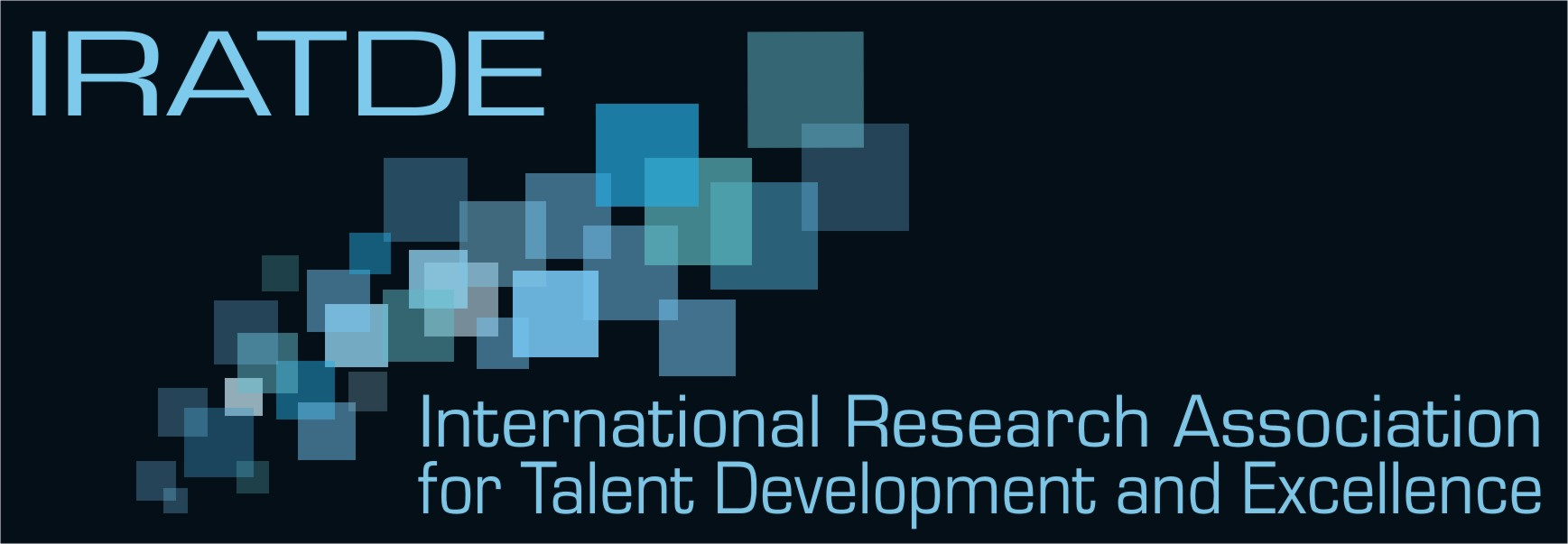
Iratde logo

تعد الجمعية العالمية لأبحاث تنمية الموهبة والتميز منظمة مهنية تضم العلماء والإداريين والممارسين العاملين قي مجالات تنمية الموهبة والإبداع والامتياز والتجديد.

## الغاية
تتمحور أهم أهداف هذه الجمعية في الآتي:
- إجراء ودعم البحوث قي مجالات تنمية الموهبة والإبداع والامتياز والتجديد.
- إنشاء شبكة من التواصل بين المهتمين بتلك المجالات وتبادل الأفكار والخبرات فيما بينهم.
- نشر نتائج البحوث المتعلقة بتلك المجالات.
- إنشاء قاعدة بيانات تساعد الأعضاء والباحثين في الجمعية على التواصل فيما بينهم.
- المساعدة على تنمية وتقويم البرامج والممارسات التربوية في تلك المجالات.

## النشرات
تعتبر النشرة «الموهبة تتحدث» هي الدورية الرسمية للجمعية العالمية لأبحاث تنمية الموهبة والتميز، كما تنشر الجمعية أيضاً دورية علمية محكمة أخرى بعنوان «تنمية الموهبة والتميز».

## النشأة والتأسيس
تم تأسيس الجمعية العالمية لأبحاث تنمية الموهبة والتميز قي أكتوبر 2008 قي الأكاديمية الصينية للعلوم قي بكين، وتم انتخاب الدكتور عبد الله الجغيمان – مدير المركز الوطني لأبحاث الموهبة والإبداع بجامعة الملك فيصل بالمملكة العربية السعودية – كأول رئيس للجمعية. ويضم الجمعية العالمية لأبحاث تنمية الموهبة والتميز 200 عضواً ينتمون لأربعين دولة مختلفة.

## صلات خارجية
- الموقع على الإنترنت.